# Altewiek

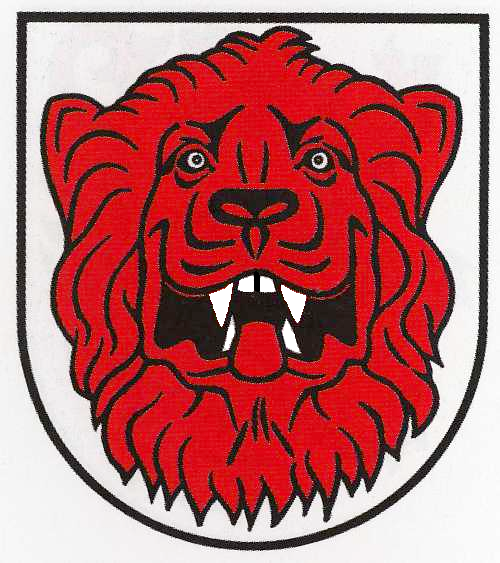
Wappen des Weichbildes Altewiek

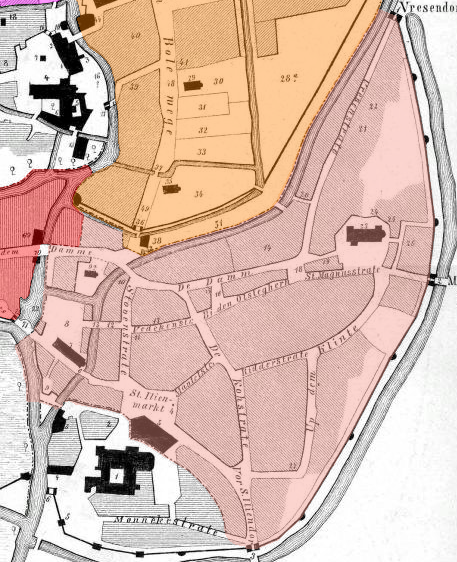
Das Weichbild Altewiek um 1400 (hellrot dargestellt)

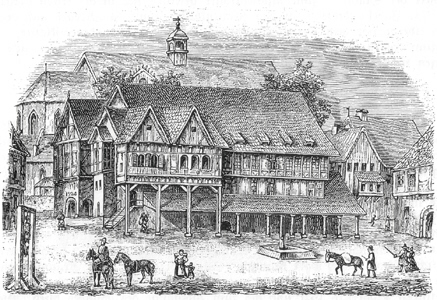
Das Altewiekrathaus

Die Siedlung Altewiek war ein eigenständiges Weichbild der Stadt Braunschweig, bis die Stadt im Jahre 1671 infolge der welfischen Inbesitznahme ihre Unabhängigkeit verlor.  

## Das Weichbild
Der Gründungssage nach, wie sie sich in der Braunschweigischen Reimchronik darstellt, entstand bereits um 861 im Bereich der heutigen Magnikirche ein sogenanntes „Wik“, das vom wahrscheinlich liudolfingisch-ottonischen Herzog Bruno gegründet wurde. Sein Bruder Dankward gründete in unmittelbarer Nähe an der Oker die Siedlung Dankwarderode.
Der Legende nach soll diese kleine Siedlung nach ihrem Gründer Bruno „Brun(e)swiek“ (Brunos Wik) benannt worden sein, es bestehen heute jedoch unterschiedliche, zum Teil sehr stark voneinander abweichende Theorien zum Ursprung des Namens (siehe Ursprung und Deutung des Stadtnamens).
Zum ersten Mal urkundlich erwähnt wurde dieser Ort im Jahr 1031 als Brunesguik (Braunschweig) in der Weiheurkunde der Magnikirche. Die erste Erwähnung des Weichbildes Altewiek findet sich als „Vetus Vicus“ im Jahre 1196. Im beginnenden 13. Jahrhundert wurde Altewiek durch Kaiser Otto IV., den Sohn Heinrichs des Löwen, mit Mauer und Graben befestigt. Der Name Brunswiek wanderte mehr und mehr auf die westliche Okerseite. 
Die Lage des Weichbildes Altewiek entspricht in etwa dem heutigen Magniviertel, einem Stadtviertel in Braunschweig. Den Mittelpunkt des Weichbildes bildete der Ägidienmarkt, an dem sich auch das Altewiekrathaus befand. Wie die vier anderen Weichbilde Altstadt, Hagen, Neustadt und Sack besaß Altewiek neben dem eigenen Rathaus auch eine eigene Verfassung, einen eigenen Markt und eine eigene Pfarrkirche. Am Schild entstand der herzogliche Ackerhof durch Schenkung Herzog Albrechts an das Marienhospital. 
Für das Jahr 1326 wird zum ersten Mal der „Gemeine Rat“ aller fünf Weichbilde überliefert. Das Altewiekrathaus wird 1395 erwähnt. 1671 vereinigten sich die Weichbilde. 1752 folgte der Abriss des Altewiekrathauses, an dessen Stelle man 1754 einen Fachwerkbau errichtete, den Ägidienkeller, auch Altewiekkeller genannt.
Die Altewiek hatte mehrere Tore zum Braunschweiger Umland: das Friesentor (als Vresendor 1349 erwähnt), das Magnitor und das Augusttor.

## Die Wanderung des Namens Altewiek
Ab spätestens 1851 gab es vor den Toren der Stadt Braunschweig die Feldmarkinteressenschaft Altewiek, die etwa das Gebiet zwischen dem Fallersleber Tore und dem Augusttor und den vorgelagerten Gärten und Feldern abdeckte. 
Zwischen den Jahren 1934 und 1967 war Altewiek ein statistischer Bezirk, der mit dem heutigen Stadtbezirk Viewegs Garten-Bebelhof fast übereinstimmte. 1955 „wanderte“ der Begriff wieder zurück und bezeichnet seither einen statistischen Bezirk in der Innenstadt, der zwar etwas größer ist als das Weichbild, dessen Gebiet aber einschließt.
Der Altewiekring trägt ebenso den Namen des Weichbildes wie der Betriebshof Altewiek der Verkehrs AG.

## Wappen
Beschreibung: Im silbernen Schild ein roter Löwenkopf mit silbernen Zähnen nach vorn gerichtet.

## Impressionen

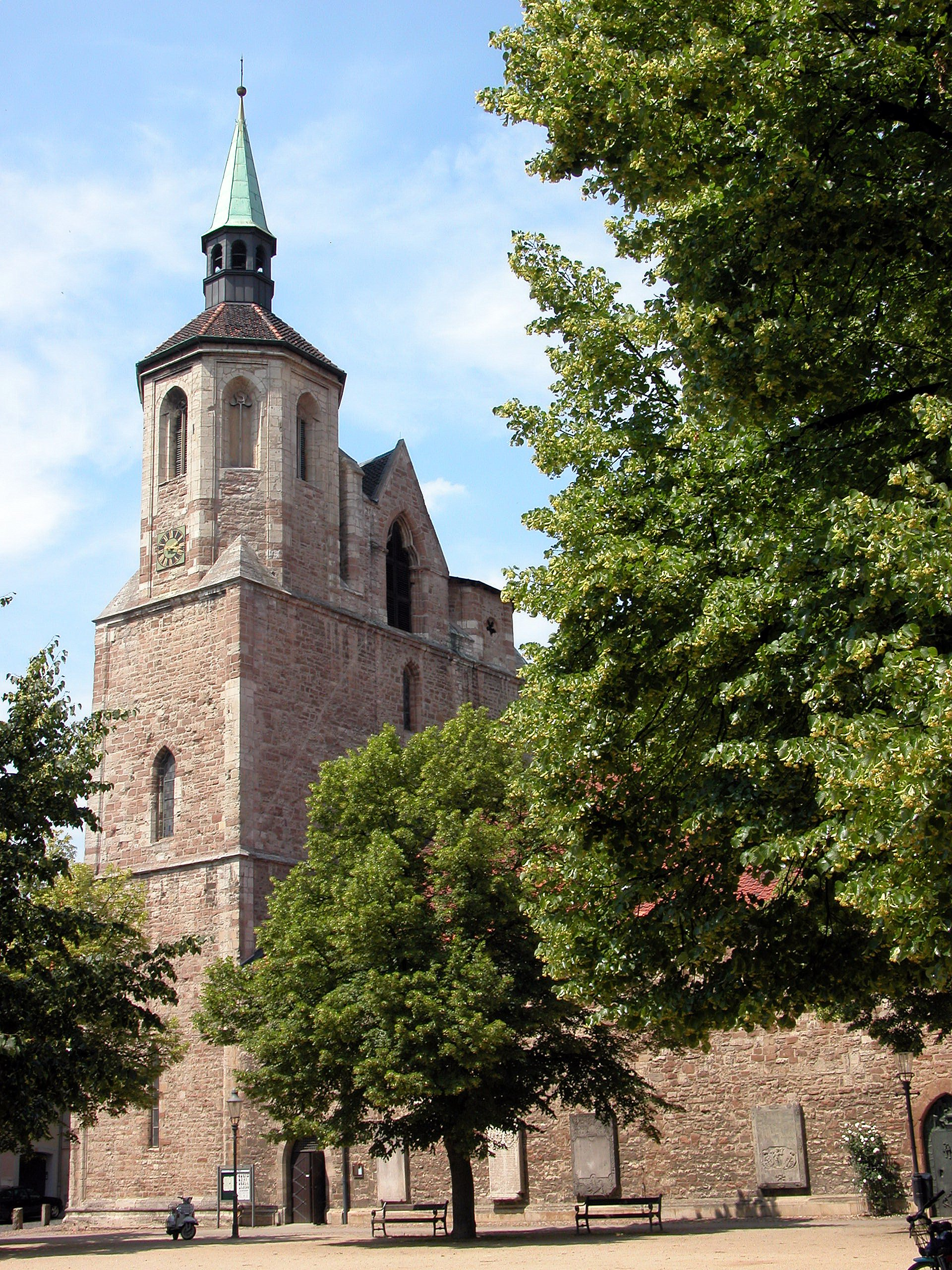
Magni-Kirche
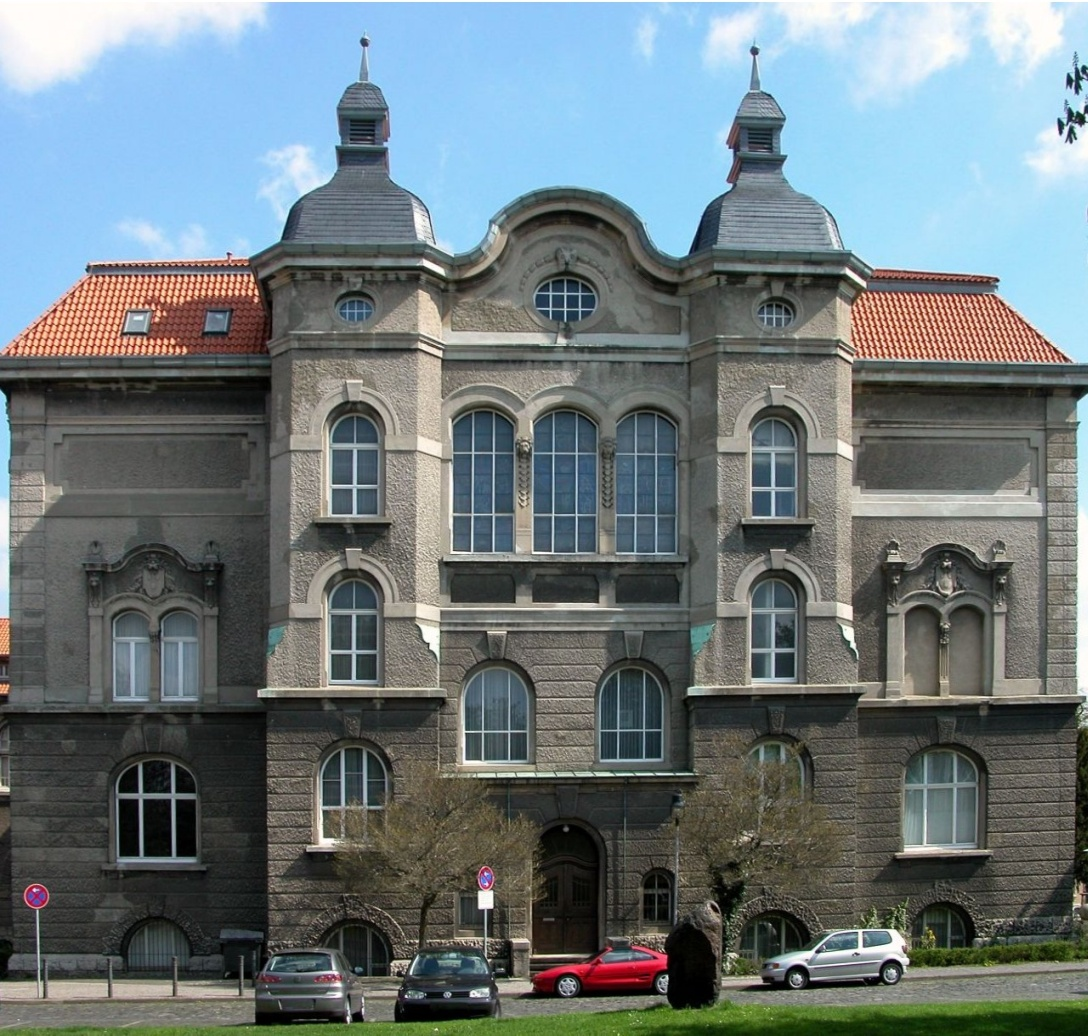
Städtisches Museum
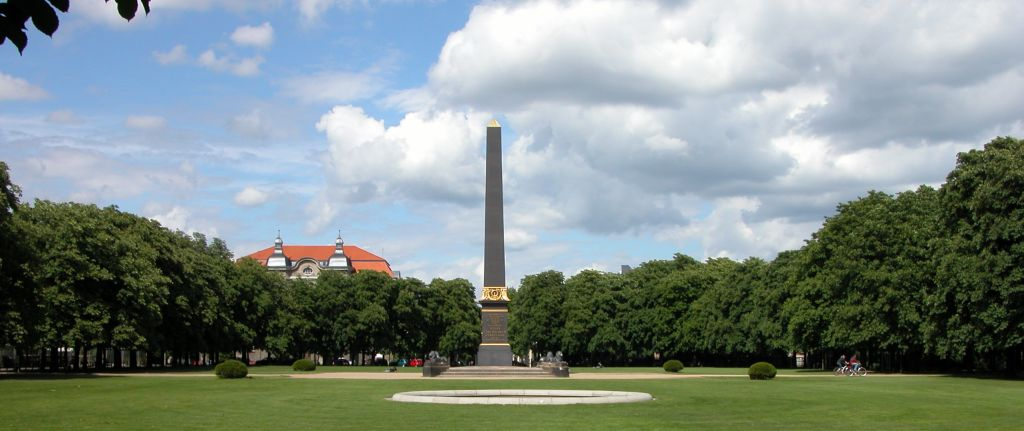
Löwenwall
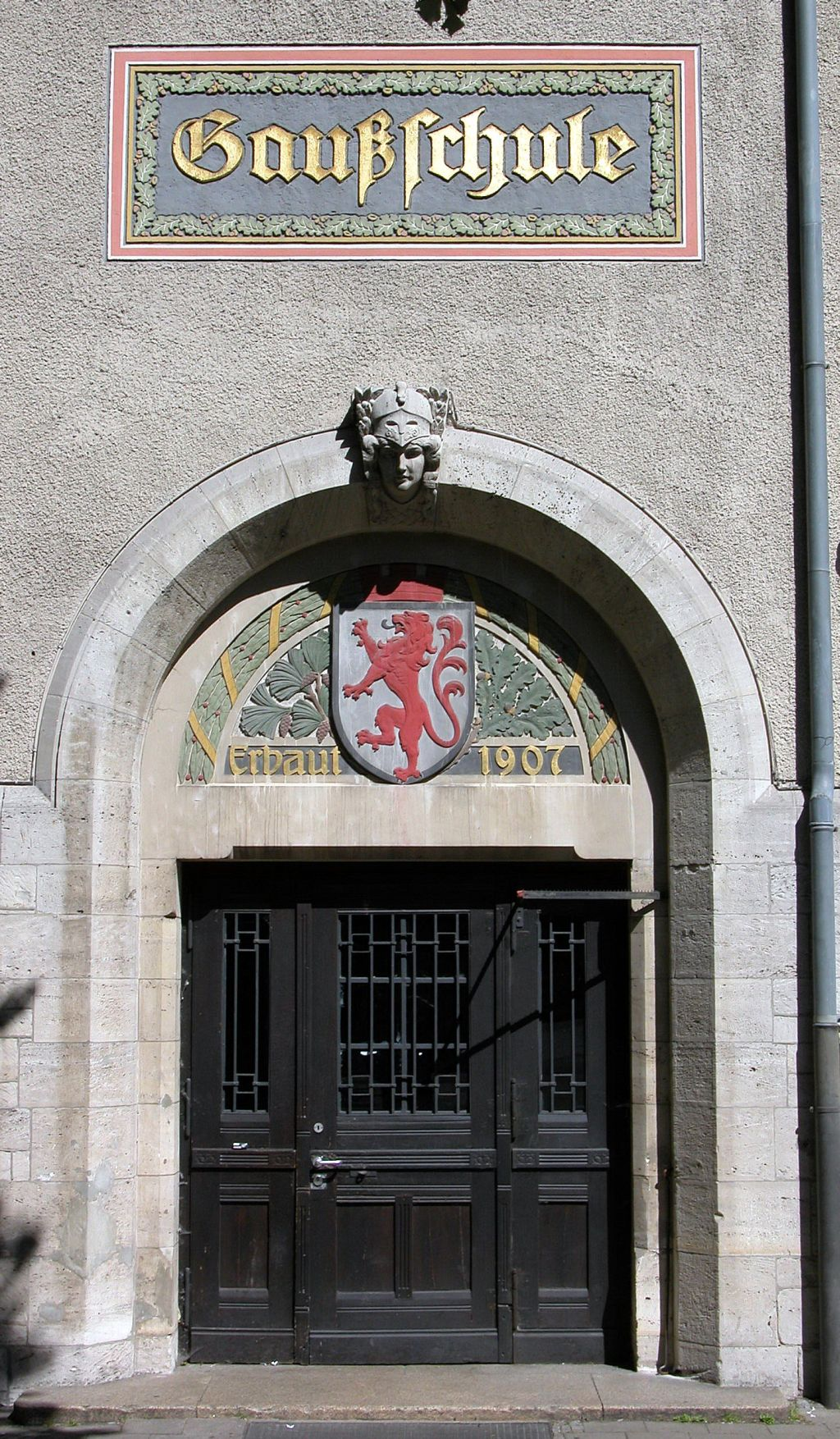
Gaußschule